# God of War (videohra, 2018)
God of War je akční adventura z roku 2018, kterou vyvinulo studio Santa Monica a vydala společnost Sony Interactive Entertainment. Hra byla celosvětově vydána v dubnu 2018 pro PlayStation 4, port pro Windows vyšel v lednu 2022. Jedná se o osmý díl série God of War a pokračování hry God of War III z roku 2010.

## Zasazení a příběh
Na rozdíl od předchozích her, které byly založeny na základě řecké mytologie, se v tomto díle série objevuje severská mytologie, přičemž většina děje se odehrává ve starověké Skandinávii v říši Midgard.
Poprvé v sérii se objevují dva hlavní hrdinové – bývalý řecký bůh války Kratos, který zůstává jedinou hratelnou postavou, a jeho malý syn Atreus. Po smrti Kratovy druhé manželky a Atreovy matky Faye se oba vydávají na cestu, aby jí splnili přání rozptýlit její popel na nejvyšším vrcholu devíti říší. Kratos před Atreem, který si není vědom své božské podstaty, tají svou pohnutou minulost. Během cesty se dostanou do konfliktu s nestvůrami a bohy severského světa.

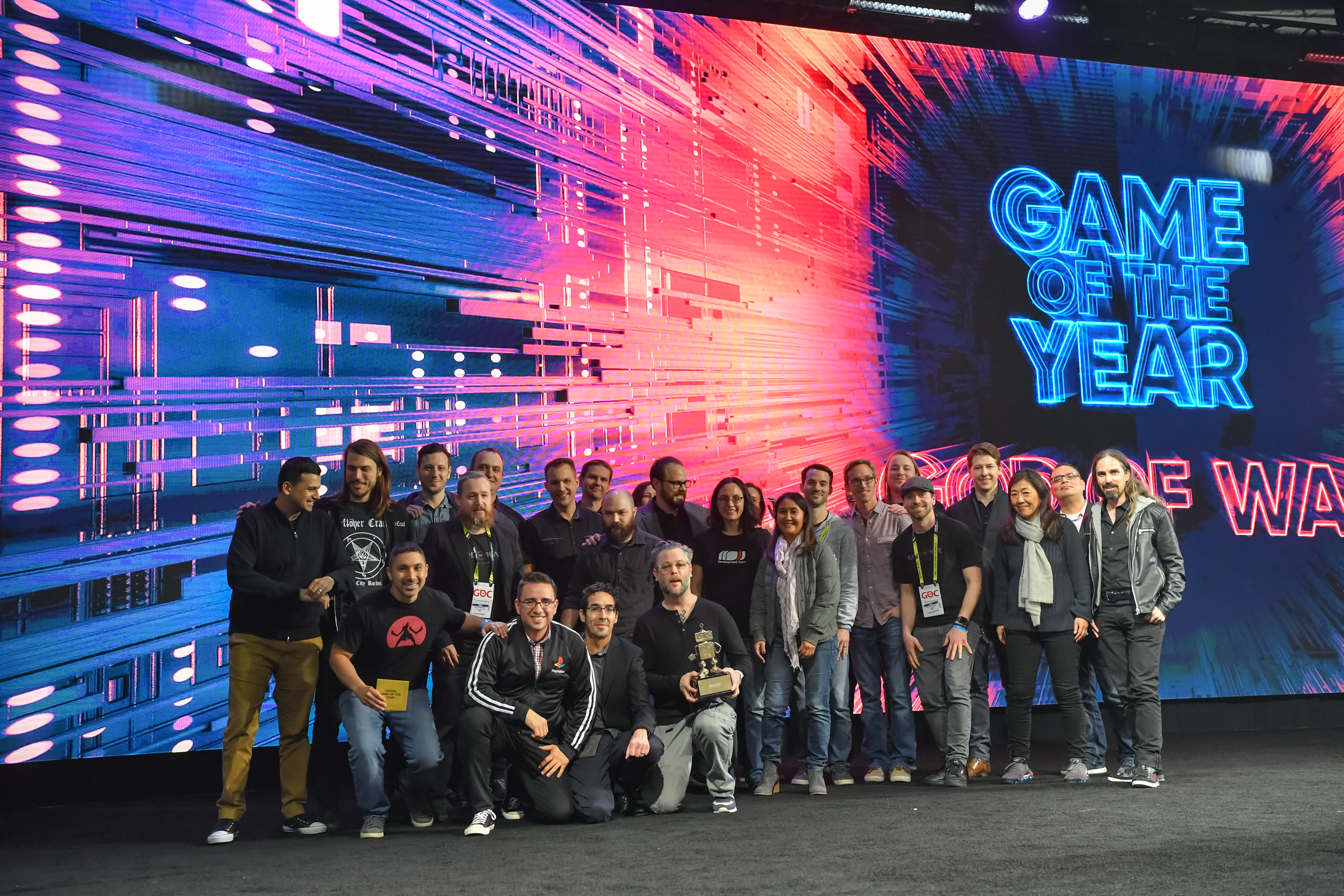
Vývojářský tým na Game Developers Choice Awards v roce 2018

## Hratelnost a vývoj
Hlavní změnou v hratelnosti je, že Kratos místo svých typických čepelích používá magickou bojovou sekeru. Hra také využívá volnou kameru přes rameno na rozdíl od pevné kamery z předchozích dílů. Videohra také obsahuje prvky her na hrdiny. Syn Atreus Kratosovi může vypomáhat v boji.
Na hře pracovala většina vývojářského týmu původní hry. V únoru 2018 byla prostřednictvím služby Facebook Messenger vydána samostatná krátká textová hra A Call from the Wilds, která sleduje Atrea na jeho první výpravě. Tři dny před vydáním hry byla zpřístupněna doprovodná aplikace pro chytré telefony s názvem Mímir's Vision, která poskytuje další informace o severském prostředí hry.

## Vydání a ohlasy
Hra získala všeobecné uznání kritiků za příběh, design světa, výtvarné zpracování, hudbu, grafiku, bojový systém a postavy, zejména dynamiku mezi Kratem a Atreem. Mnozí recenzenti měli pocit, že hra úspěšně oživila sérii, aniž by ztratila základní identitu svých předchůdců.
Řada médií ji označila za hru roku a za jednu z nejlepších videoher všech dob.
Hra si vedla dobře i finančně. Do měsíce od vydání se jí prodalo přes 5 milionů kusů a k listopadu 2022 přes 23 milionů kusů, což z ní činí jednu z nejprodávanějších her pro PlayStation 4 a nejprodávanější hru v sérii.
V srpnu 2018 byla vydána novelizace, po níž následovala prequelová komiksová série. Amazon Prime Video připravuje hraný televizní seriál. V listopadu 2022 bylo pro PlayStation 4 a PlayStation 5 vydáno pokračování God of War Ragnarök. V roce 2024 pak pro Windows.